# 第22届中国金鸡百花电影节

宣传海报

第22届金鸡百花电影节于2013年9月25日-9月28日在湖北省武汉市中国文化会展中心举办。本届电影节由中国文联、中国电影家协会、中共武汉市委、武汉市政府主办。因节俭办会精神，不设形象大使。
本届电影节大腕明星们不会有出场费，开幕式将取消大型文艺演出活动，代之以简短的开幕仪式，然后放映电影节的开幕影片。开幕式预算安排从原本的900万元缩减到30余万元。而对于本届电影节的节俭原则，各方反应不一，有意见赞成回归电影；也有意见认为虽然简洁很好，但选片是更重要的部分。

## 相关
- 第29届中国电影金鸡奖